# 法医人类学
法医人类学，是體質人類學與人骨學（osteology，對人類骨骼的研究）運用於法律環境下的應用科學。當刑事案件中死者遺骸已腐败、焚毁、残缺或處於其他無法辨認的状态時，法医人类学家可以協助辨認其身分。此處“法醫”是指將這門科學用於司法審判。

## 概述

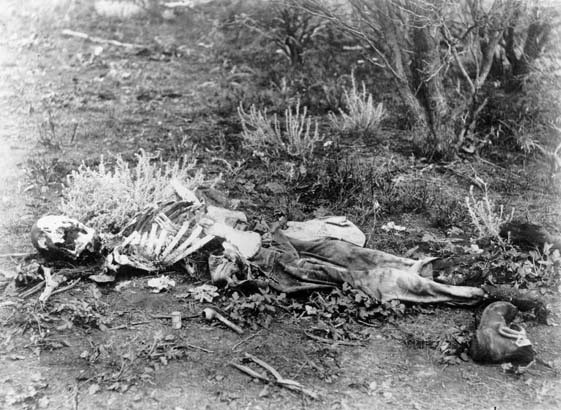
法医人类学家可以辨别一些骨骼化尸体残骸，譬如此图中为一具呈侧卧状的尸体残骸

法医人类学技術可以用于协助对尸体的还原分析，包括年龄、性别、身材、祖源，並分析创伤与疾病。法医人类学家通常与法医病理学家、法医口腔学家、刑事调查员协同工作，以确定死者身份、发现创伤证据，並确定死亡时间。尽管他們往往欠缺法律权威，無法宣布官方認可的死因，但是他们的專業意见依然会被验尸官納入考慮。他們也在法庭上擔任作證的專家證人。在美國，某些資料來自某些不常使用的技術，如「法醫顏面重建」(Forensic facial reconstruction)，並不會被法庭採納為證據。
體質人類學是美國法醫科學院(American Academy of Forensic Sciences)的分支部門之一。
在美国，两个著名的法医骨骼收集及研究中心，分別是設在克利夫蘭自然史博物館（Cleveland Museum of Natural History）的「哈曼托德收藏」(Hamann-Todd Collection)，以及設在史密森尼學會的「特里收藏」(Terry Collection)。這些藏品對於建立統計分析而言，是一項重要的歷史資料，以便從已發現的遺骸，建立計量資料與預測。更現代的藏品包括美国田纳西大学的「威廉·巴斯骨骼收藏」（William M. Bass Donated Skeletal Collection）。

## 法醫人類學家與法醫的分別
根據法醫人類學家李衍蒨提及，「法醫人類學家多在屍體腐化後期才會參與，因為一般軟組織到此時已經完全腐化，必須以法醫人類學的知識來鑑定。這種情況多數發生於死後幾個月、甚至以年計。 法醫人類學家的工作除了推斷死亡時間外，更需要推測屍體從死後到被發現中間發生了甚麼事。與法醫相比，法醫人類學家處理的屍體一定不『新鮮』，多半處於進階腐化階段，甚至已經變成骨頭。因此，屍體腐化都是幫忙推算的好工具。」(2017年)

## 從業人員
在美国和加拿大，只有少数人認定自己是法医人类学家，其中僅有不到一百人獲得美国法医人类学协会（American Board of Forensic Anthropology）的認證。大多數獲得認證者在學術領域工作，當案件發生時接受諮詢。

## 內部連結
- 體質人類學
- 法醫